# WTA-toernooi van Waregem
Het WTA-toernooi van Waregem was een eenmalig tennistoernooi voor vrouwen dat van 4 tot en met 10 mei 1992 plaatsvond in de Belgische stad Waregem. De officiële naam van het toernooi was Belgian Open.
De WTA organiseerde het toernooi, dat in de categorie "Tier V" viel en werd gespeeld op gravel.
Er werd door 32 deelneemsters gestreden om de titel in het enkelspel, en door 16 paren om de dubbelspeltitel. Aan het kwalificatietoernooi voor het enkelspel namen 30 speelsters deel, met vier plaatsen in het hoofdtoernooi te vergeven.

## Finales

### Enkelspel
| datum†     | winnares       | tegenstandster | score    |
| ---------- | -------------- | -------------- | -------- |
| 1992-05-04 | Wiltrud Probst | Meike Babel    | 6-2, 6-3 |

† De datum komt overeen met de eerste toernooidag.

### Dubbelspel
| jaar | winnaressen                  | tegenstandsters                   | score    |
| ---- | ---------------------------- | --------------------------------- | -------- |
| 1992 | Manon Bollegraf Caroline Vis | Olena Brjoechovets Petra Langrová | 6-4, 6-3 |

## Bron
- (en)  Toernooischema WTA

ITF-toernooien (mannen en vrouwen)

ATP-toernooien (mannen) – ATP-seizoen 2025

WTA-toernooien (vrouwen) – WTA-seizoen 2025

Voormalige toernooien mannen
Voormalige toernooien vrouwen
Voormalige amateurtoernooien